# 1968年夏季残疾人奥林匹克运动会罗得西亚代表团
1968年夏季残疾人奥林匹克运动会罗得西亚代表团是罗得西亚派出的1968年夏季残疾人奥林匹克运动会代表团。获得6枚金牌、7枚银牌和7枚铜牌。